# اوتسوکی، کوچی
اوتسوکی، کوچی (به لاتین: Ōtsuki, Kōchi) یک منطقهٔ مسکونی در ژاپن است که در استان کوچی واقع شده‌است. اوتسوکی  ۵٬۷۱۹ نفر جمعیت دارد.